# Vengeur du Peuple
Pour les articles homonymes, voir Marseillais.
Pour les autres navires du même nom, voir Vengeur (navire).
Le Vengeur-du-Peuple ou Marseillois est un navire de guerre français en service de 1766 à 1794. C'est un vaisseau de ligne de troisième rang portant 74 canons sur deux ponts. Il est lancé dans la période de sursaut patriotique qui suit les défaites de la guerre de Sept Ans. Il participe à la guerre d'Indépendance américaine, mais il est surtout connu pour sa perte au combat de Prairial en 1794, dans des circonstances que la propagande révolutionnaire a glorifiées. 

## Le contexte de la naissance duMarseillois(1762-1766)

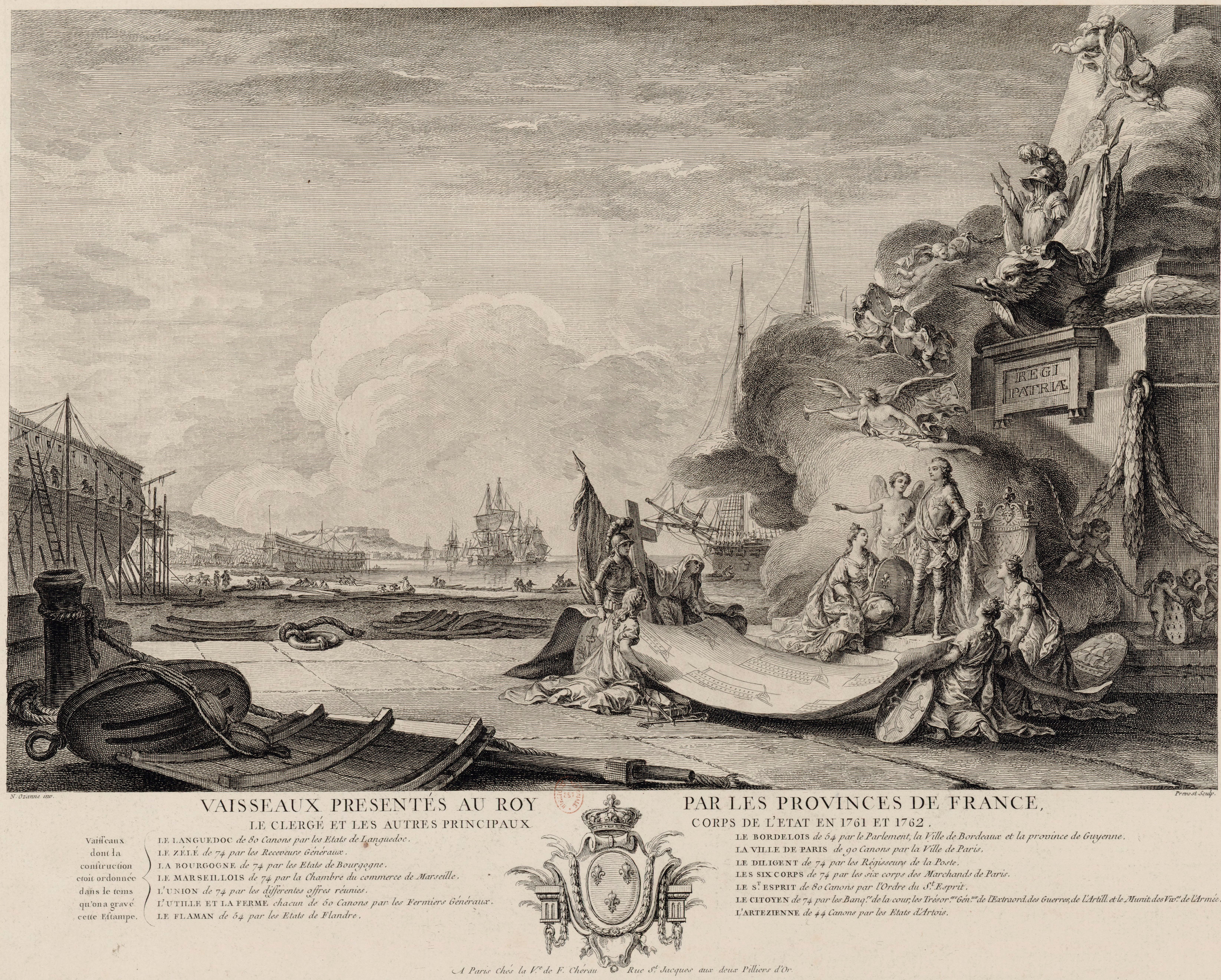
Gravure allégorique de 1762 présentant à Louis XV le don des vaisseaux. Le Marseillois en fait partie.

La guerre de Sept Ans (1755-1763) est catastrophique pour la Marine royale française. Elle ne parvient pas à préserver l’Empire colonial des attaques de la Royal Navy et essuie des lourdes défaites aux batailles de Lagos et des Cardinaux en 1759. Le conflit lui coûte plus de trente vaisseaux de ligne et l’argent manque pour combler les pertes avec des constructions neuves. 
Cependant, le duc de Choiseul, Secrétaire d’État à la Marine à partir de 1761, s'appuie sur le sursaut patriotique des Français et leur volonté de revanche pour faire appel à leurs dons afin de construire des navires neufs. Les grandes villes, les provinces et les corps constitués se mobilisent et offrent dix-sept vaisseaux et une frégate à la Marine du roi. Les lancements vont s’étirer sur cinq ans. Ce « don des vaisseaux » représente une année de budget de la Marine et comble une partie des pertes du conflit.
La Chambre de commerce de Marseille regroupe assez d'argent pour financer la construction d'un vaisseau portant le nom de sa ville : le Marseillois. Construit à l'arsenal de Toulon sur les plans de Charles Chapelle, il s'agit d'un vaisseau de 74 canons, faisant 54,5 mètres de long pour 14 de large. La quille est posée en février 1762 (début de la construction) et le vaisseau est lancé le 16 juillet 1766 (fin de la construction de la coque). 

## Caractéristiques générales
Le Marseillois est un vaisseau de force de 74 canons lancé selon les normes définies dans les années 1740 par les constructeurs français pour obtenir un bon rapport coût/manœuvrabilité/armement afin de pouvoir tenir tête à la marine anglaise qui dispose de beaucoup plus de vaisseaux depuis la fin des guerres de Louis XIV. Sans être standardisé, le Marseillois partage les caractéristiques communes de tous les « 74 canons » construits à des dizaines d’exemplaires jusqu’au début du XIXe siècle et qui répondent à la volonté des responsables navals d’exploiter au mieux cette excellente catégorie de navire de guerre. 
Comme pour tous les vaisseaux de guerre de l’époque, sa coque est en chêne. Son gréement, (mâts et vergues) en pin. Il y a aussi de l’orme, du tilleul, du peuplier et du noyer pour les affûts des canons, les sculptures des gaillards et les menuiseries intérieures. Les cordages (80 tonnes) et les voiles (à peu près 2 500 m2) sont en chanvre. Un deuxième jeu de voiles et de cordages de secours est stocké en soute. Prévu pour pouvoir opérer pendant des semaines très loin de ses bases européennes s’il le faut, ses capacités de transport sont considérables. Il emporte pour trois mois de consommation d’eau, complétée par six mois de vin. S’y ajoutent pour cinq à six mois de vivres, soit plusieurs dizaines de tonnes de biscuits, farine, légumes secs et frais, viande et poisson salé, fromage, huile, vinaigre, sel, sans compter du bétail sur pied qui est abattu au fur et à mesure de la campagne.
Le bâtiment porte l'armement habituel des 74 canons, soit :
- 28 canons de 36 livres dans sa première batterie ;
- 30 canons de 18 livres dans sa seconde batterie ;
- 16 canons de 8 livres sur ses gaillards.

Cette artillerie en fer pèse 215 tonnes. Lorsqu'elle tire, elle peut délivrer une bordée pesant 838 livres (soit à peu près 410 kg) et le double si le navire fait feu simultanément sur les deux bords. Pour l’approvisionner, le vaisseau embarque près de 6 000 boulets pesant au total 67 tonnes. Ils sont stockés dans des puits à boulets autour des mâts. S’y ajoutent des boulets ramés, chaînés et beaucoup de mitraille (8 tonnes). Il y a 20 tonnes de poudre noire, stockée sous forme de gargousses ou en vrac dans les profondeurs du vaisseau. En moyenne, chaque canon dispose de 50 à 60 boulets.

## La participation duMarseilloisà la guerre d'Amérique (1778-1783)

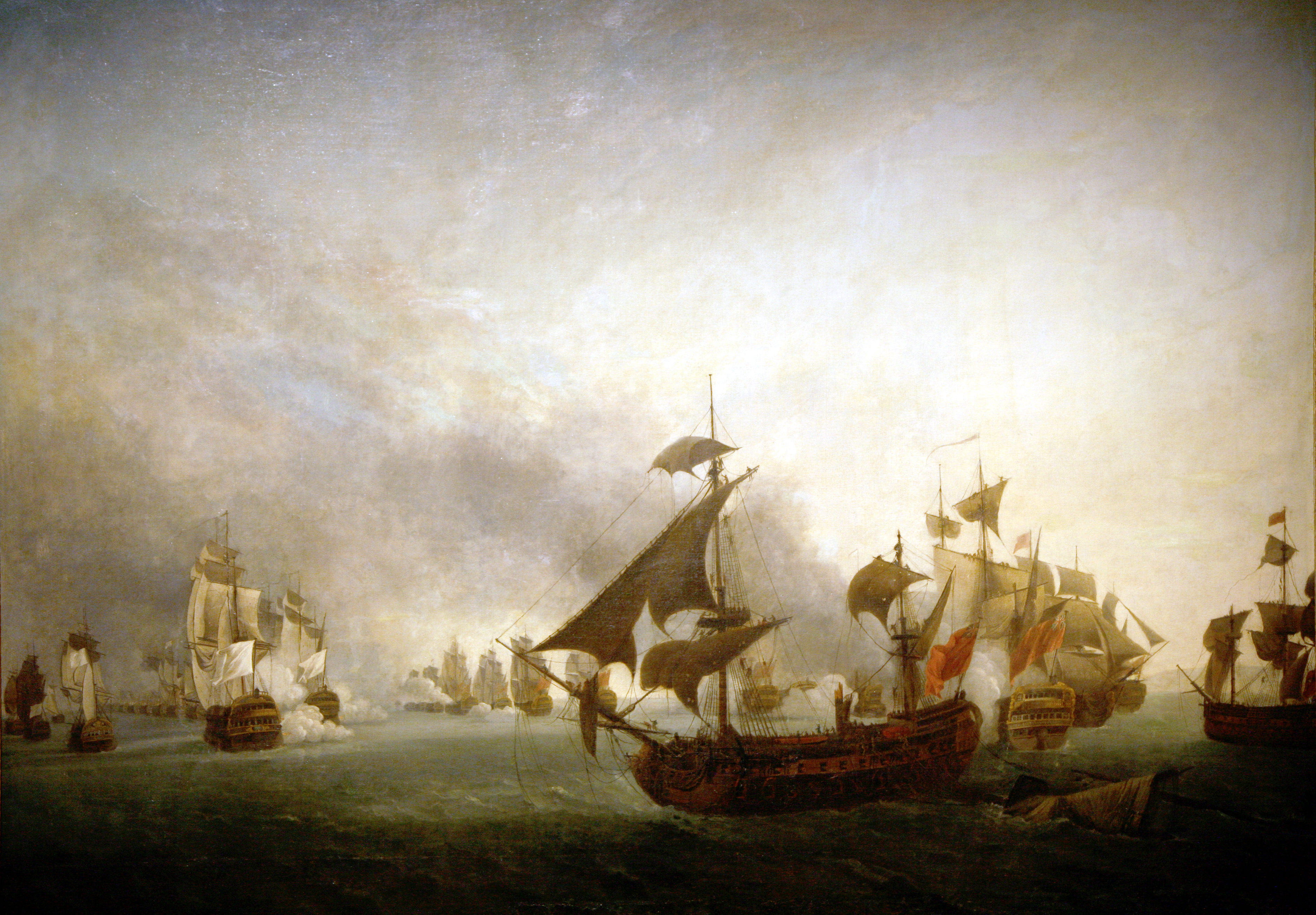
La bataille de la Grenade à laquelle participe le Marseillois en 1779.

La guerre d'Amérique (1778-1783) est voulue comme une revanche française sur les défaites subies contre la Royal Navy britannique lors de la guerre de Sept Ans (1756-1763). En 1778, une escadre de douze vaisseaux est armée à Toulon sous les ordres du comte d'Estaing avant l'entrée en guerre du royaume de France. Elle a pour principale mission d'attaquer les Britanniques « là où il pourrait leur nuire davantage et où il le jugerait le plus utile aux intérêts de Sa Majesté et à la gloire de ses armes ». Le Marseillois fait partie de cette escadre qui appareille de Toulon le 13 avril 1778 (les relations diplomatiques sont rompues entre la France et le Royaume-Uni depuis le 16 mars, mais la guerre ne sera ouverte que le 17 juin).
L'escadre arrive devant New York au début juillet 1778 après une traversée interminable. Elle n'ose pas attaquer la ville qui est trop bien défendue, puis elle est dispersée par une tempête le 11 août alors qu'elle s'apprête à engager le combat avec une importante force anglaise. Isolé, le Marseillois affronte à cette occasion le HMS Preston, un vaisseau britannique de 50 canons, en un duel non décisif. La campagne en Amérique du Marseillois au sein de l'escadre du vice-amiral d'Estaing est ensuite marquée par la participation à la bataille de la Grenade, le 6 juillet 1779 contre la flotte britannique de Byron. C'est une belle victoire française, mais peu exploitée par d'Estaing qui ne s'empare pas des vaisseaux anglais désemparés. En octobre, après l'échec du siège de Savannah, l'escadre prend le chemin du retour à Brest.
Après les réparations nécessaires à la suite d'une longue campagne outre-Atlantique, une nouvelle escadre est armée, commandée par l'amiral de Grasse, escadre dont le Marseillois fait de nouveau partie. Elle part pour les Antilles en mars 1781 en escortant un immense convoi. Le Marseillois est à la bataille de Fort-Royal, le 29 avril 1781 qui permet de lever le blocus de la Martinique. Le 5 septembre 1781, à la sortie de la baie de Chesapeake, l'escadre française de Grasse affronte celle de Graves qui cherche à secourir les forces anglaises assiégées dans Yorktown. Le Marseillois, commandé par le marquis de Castellane-Majastre, se mesure notamment lors de cette bataille au HMS Intrepid, un vaisseau de 64 canons. Les Britanniques finissent par se retirer, laissant la victoire aux Français. La croisière de l'escadre se termine le 12 avril 1782 aux Antilles, au large des Saintes alors qu'elle escorte un important convoi vers l'Europe. Le commandant du Marseillois n'engage presque pas son vaisseau dans cette bataille perdue, le ramenant à Brest avec les autres rescapés de la bataille.

## La fin du navire aux combats de Prairial (1794)
Le Marseillois est rebaptisé le Vengeur-du-Peuple au début de l'année 1794, échangeant au passage son pavillon blanc (symbole de la monarchie française) pour un tricolore.
Le vaisseau et son équipage deviennent célèbres après la bataille du 13 prairial an II (le 1er juin 1794), pendant laquelle la flotte française de l'amiral Villaret de Joyeuse va affronter celle britannique de Howe. Le Vengeur-du-Peuple, au centre de la ligne, se retrouve bord à bord avec le HMS Brunswick (un 74 canons commandé par John Harvey) en un duel rapproché au canon et au fusil. Ils sont bientôt rejoints par le français l’Achille (rapidement démâté) puis par le britannique HMS Ramillies (74), commandé par Henry Harvey, le frère de John.
Si le vaisseau britannique finit le combat avec à son bord 45 morts (dont son capitaine) et 114 blessés (soit 159 hommes perdus sur 600), le Vengeur-du-Peuple perd deux de ses mâts, a le tiers de son équipage hors de combat et de l'eau qui commence à monter dangereusement dans ses cales. Le capitaine de vaisseau Renaudin, commandant du Vengeur, fait hisser le pavillon britannique en signe de reddition et de demande d'aide, puis monte à bord du HMS Culloden[réf. nécessaire]. Mais le vaisseau vaincu a la coque tellement percée qu'il va rapidement sombrer. Sur environ 600 membres d'équipage, 367 marins et 7 officiers sont sauvés par les navires britanniques à proximité (HMS Culloden, HMS Alfred et HMS Rattler).
La bataille se termine par la perte de sept vaisseaux français (un coulé et six capturés), auxquels il faut rajouter les 5 000 morts et blessés côté français (contre 1 148 chez les Britanniques) et les 4 000 prisonniers.

Plan de la bataille de Prairial.
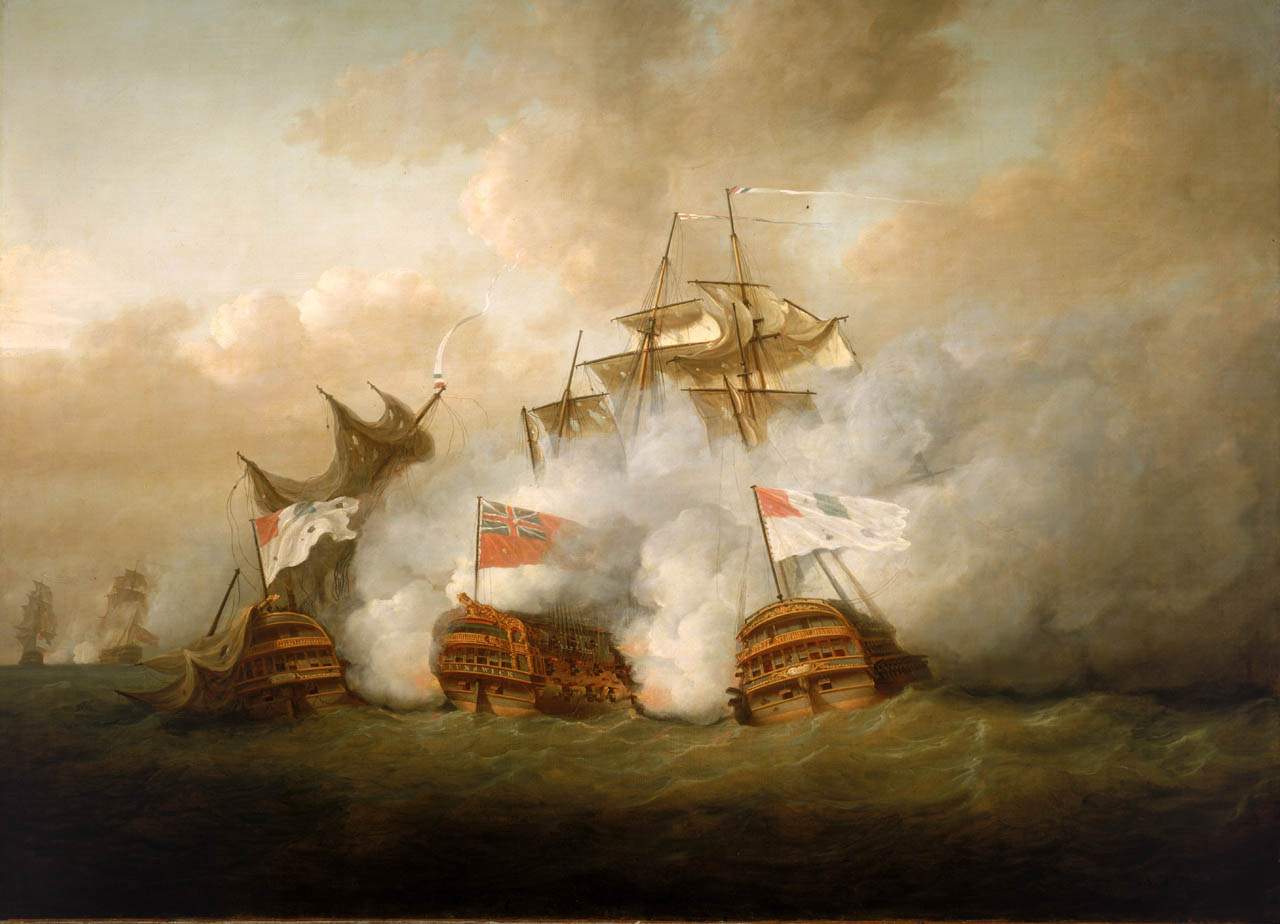
Nicholas Pocock, Le HMS Brunswick entre l’Achille et le Vengeur-du-Peuple, 1795, Musée de Greenwich.
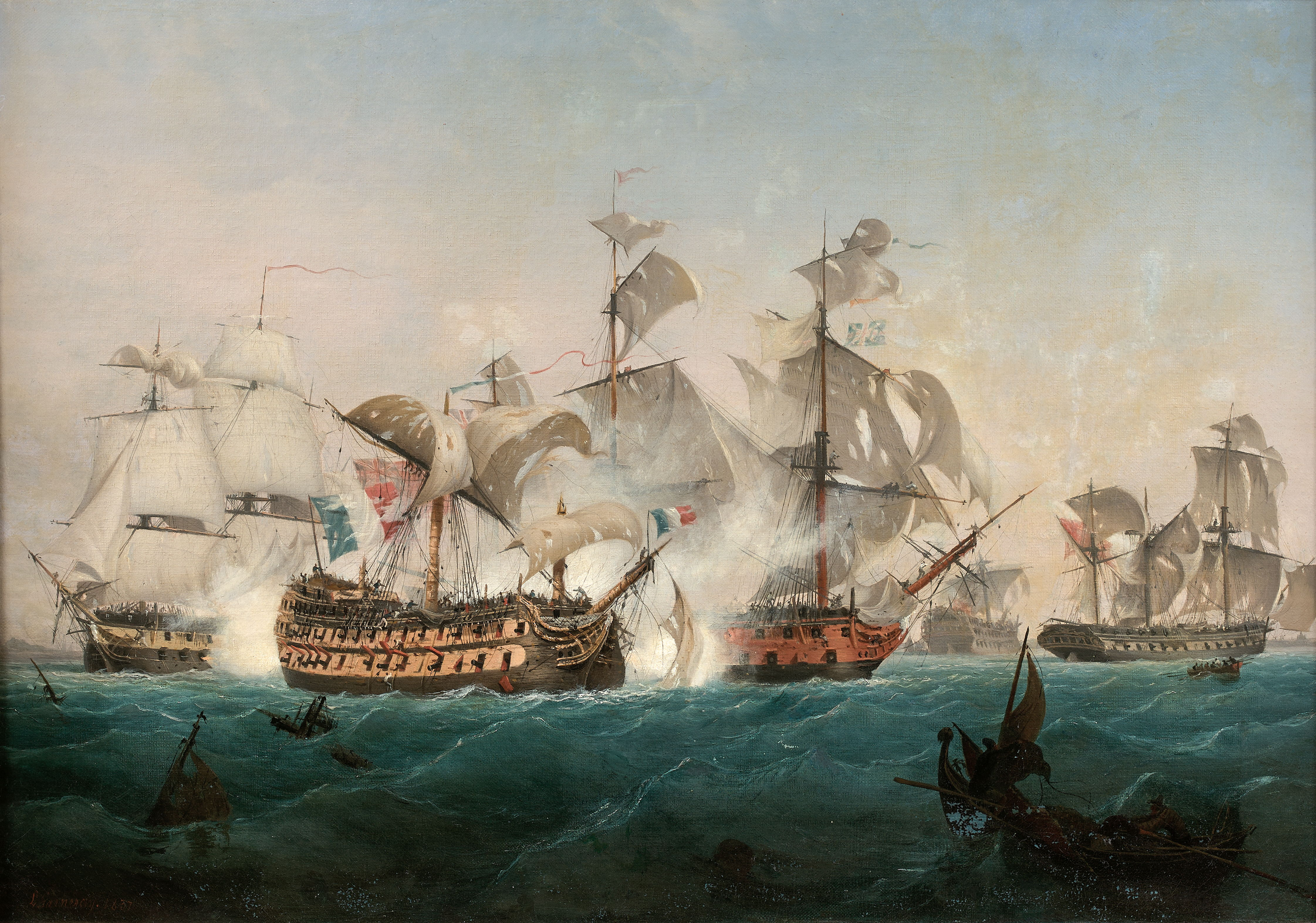
Ambroise Louis Garneray, Le vaisseau le Vengeur, huile sur toile, 1837
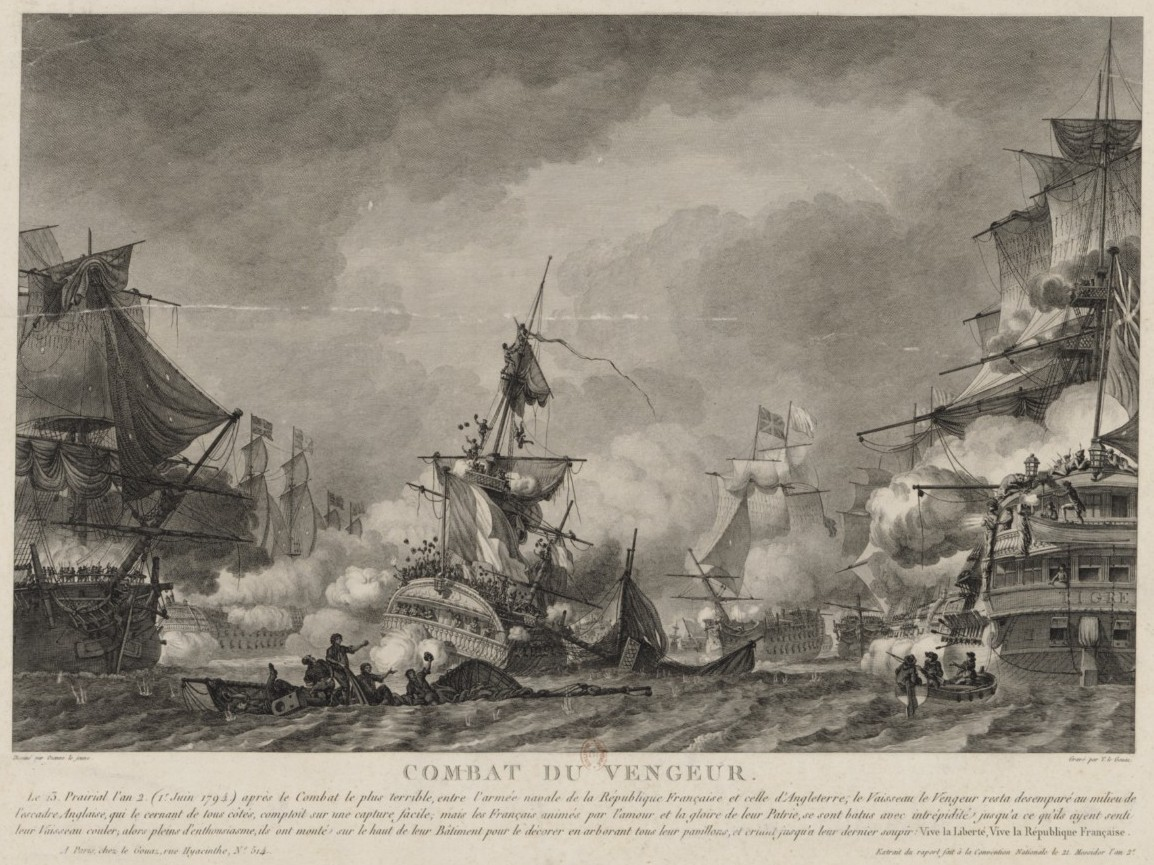
Le Vengeur-du-Peuple sombrant, gravure de Pierre Ozanne.
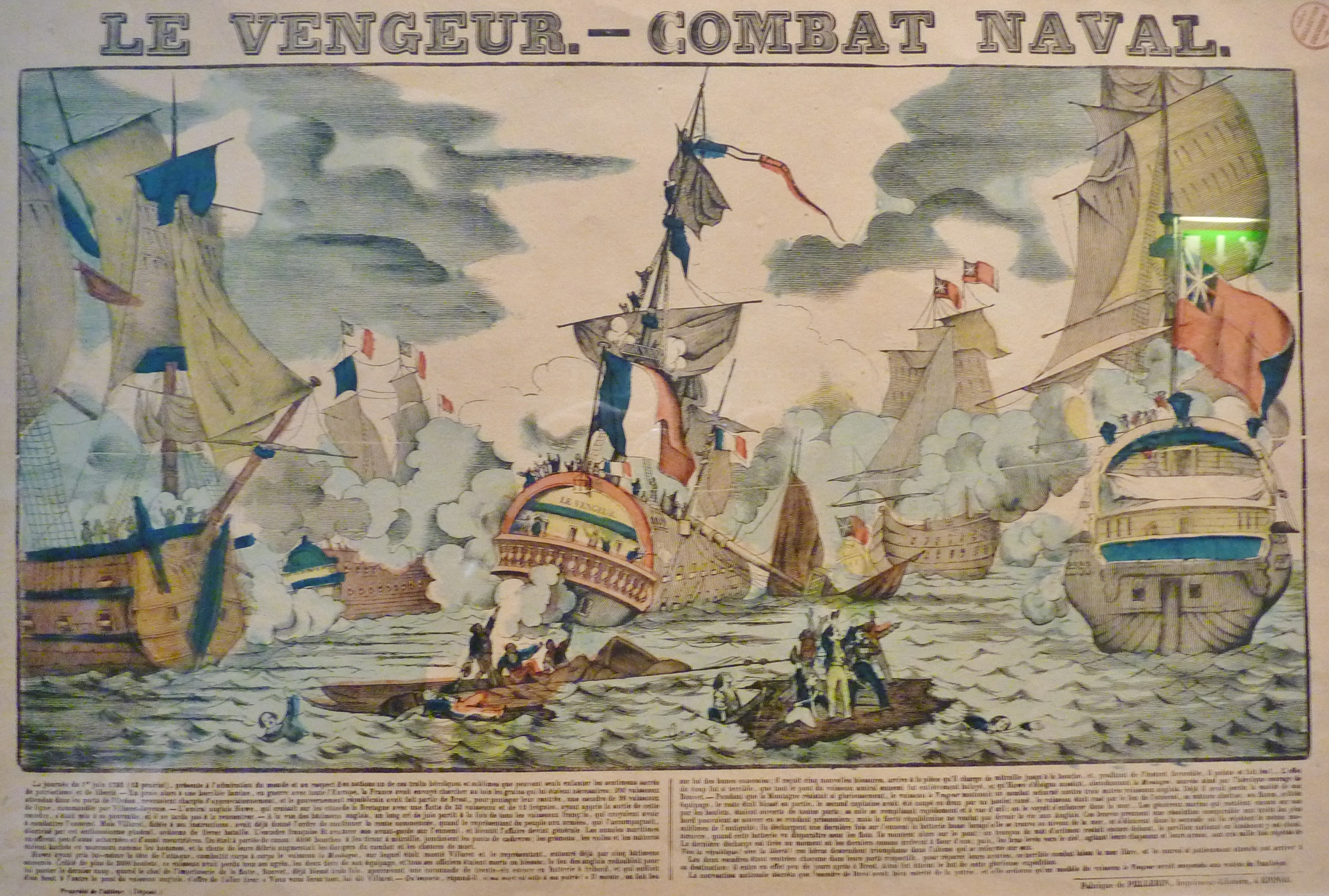
Le combat du "Vengeur" (image d'Épinal)

## La fin duVengeurvue par la propagande révolutionnaire

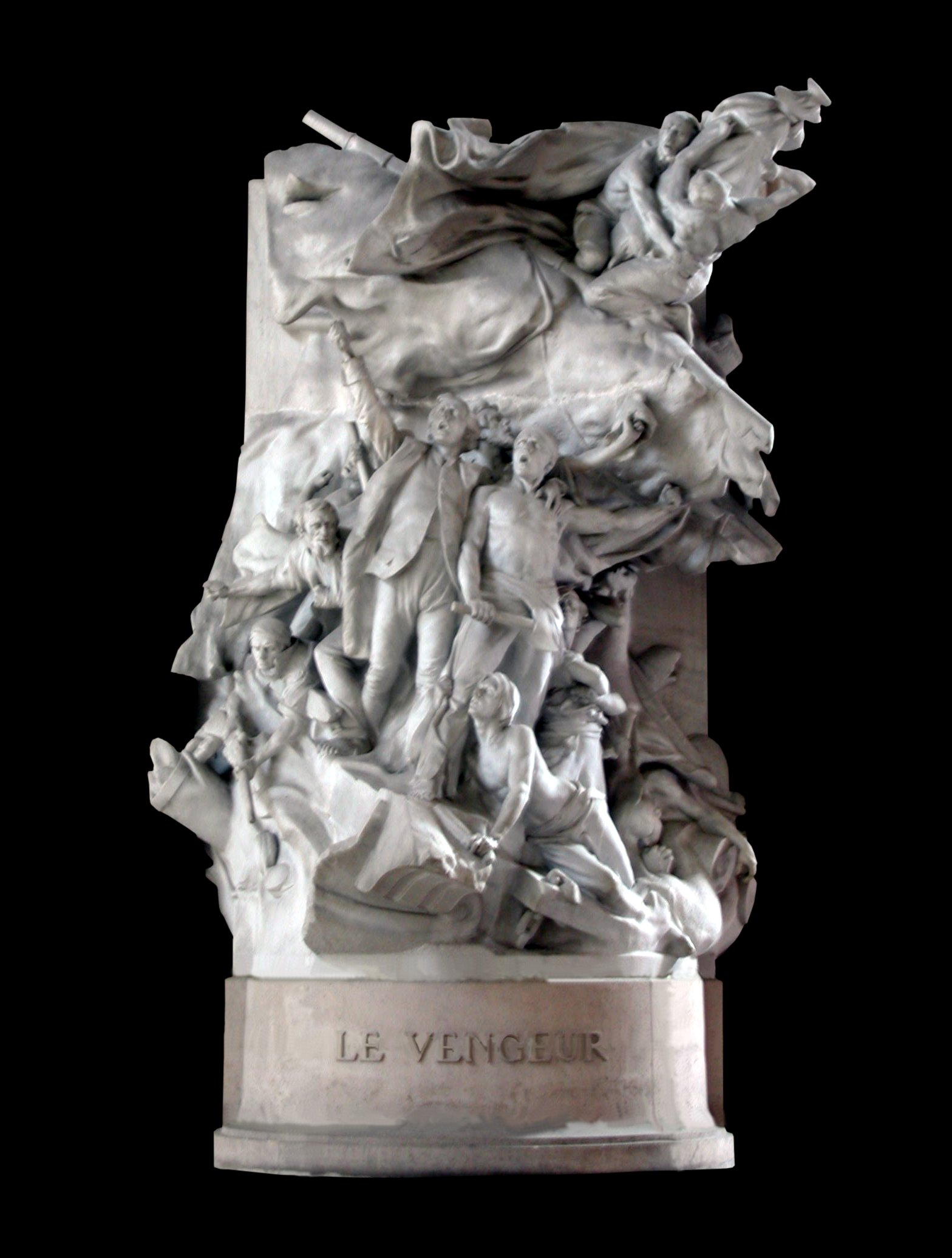
Ernest Henri Dubois, Le Vengeur, au Panthéon de Paris.

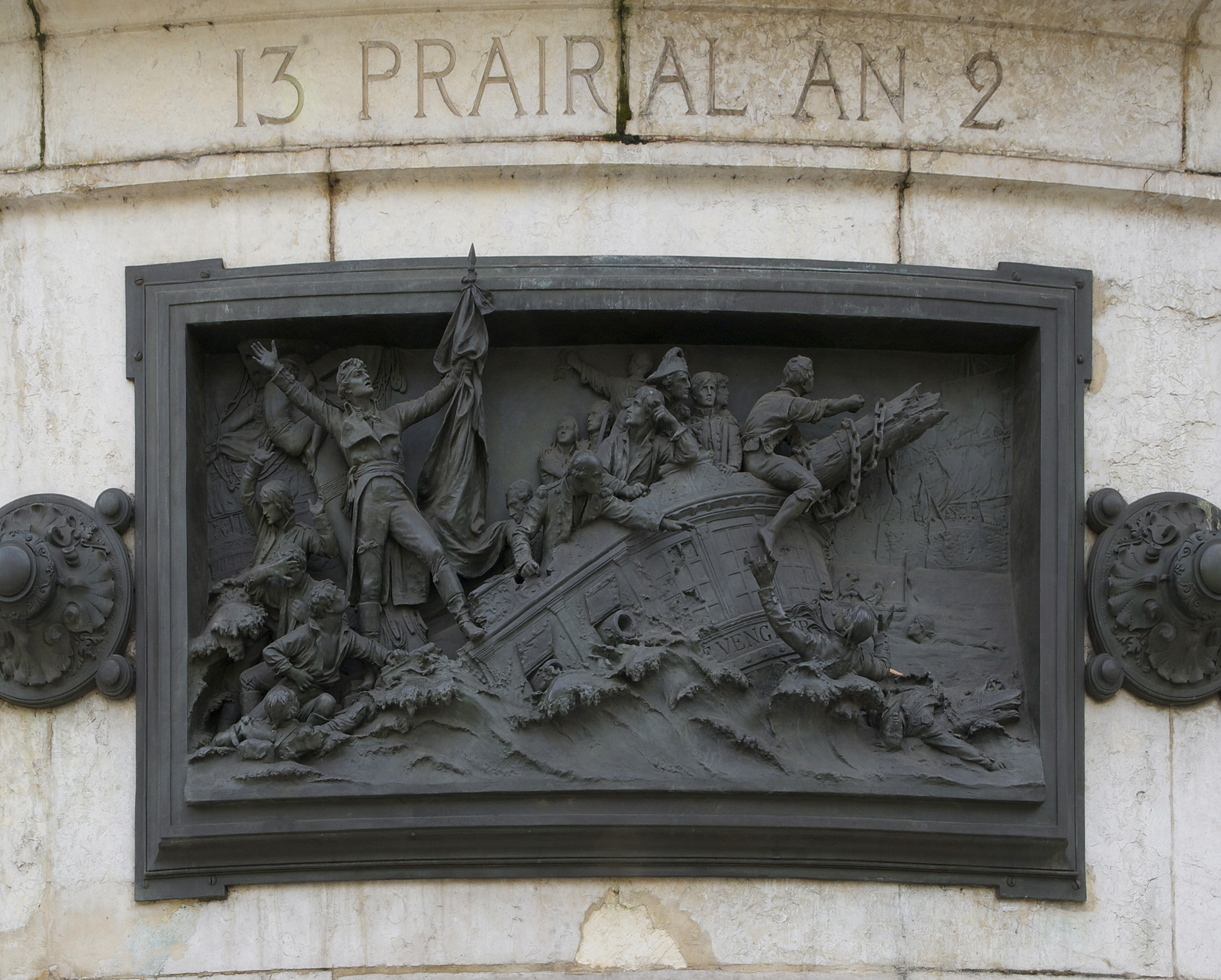
Léopold Morice, Bataille du 13 prairial an 2, 1883, haut-relief en bronze de Monument à la République, Place de la République, Paris.

La propagande républicaine va chercher à transformer cette défaite militaire en victoire morale.
La bataille est présentée à la tribune de la Convention par Barère, le rapporteur du Comité de salut public (de la fin 1793 au début 1794). Son discours prétend que les marins du Vengeur ont refusé de se rendre à l'ennemi, et sont tous morts quand le vaisseau a sombré, en criant « Vive la Patrie, vive la République » et en chantant la Marseillaise[réf. nécessaire].
De nombreux artistes se sont emparés du thème, tels Ponce-Denis Écouchard-Lebrun ou Marie-Joseph Chénier.
Le retour en France du commandant Renaudin et des marins prisonniers en Angleterre fut une surprise. Bréard se chargea d'annoncer cette embarrassante nouvelle à la Convention : « Je suis bien aise d'apprendre à la Convention que tout l'équipage du Vengeur n'a pas péri ».
Néanmoins, la légende conserva son crédit dans l'imagerie populaire, la chanson et le théâtre. Rouget de Lisle, Dorat-Cubières, Parny l'exaltèrent en des vers vibrants. Lamartine lui a consacré une page lyrique où l'on voit le commandant Renaudin coupé en deux par un boulet. Des historiens reprirent la version de Barère. 
Thiers lui-même écrivit « Le vaisseau le Vengeur, démâté, à moitié détruit, et près de couler, refusa d'amener son pavillon, au risque de s'abîmer sous les flots ». 
Le sculpteur Auguste Poitevin (de) (1819-1873) expose un groupe sculpté intitulé « Les marins du Vengeur » au Salon de 1849. Il est actuellement exposé au Musée de Fécamp.
Jules Verne lui-même, en 1870, mettant en scène les lieux du naufrage dans son roman Vingt mille lieues sous les mers, place les mots suivants dans la bouche du capitaine Nemo : « [...] ce navire, après un combat héroïque, démâté de ses trois mâts, l'eau dans ses soutes, le tiers de son équipage hors de combat, aima mieux s'engloutir avec ses trois cent cinquante-six marins que de se rendre, et clouant son pavillon à sa poupe, il disparut sous les flots au cri de : Vive la République ! »

### Source primaire
- Françoise Brunel (éd.) (publié par l'Institut d'histoire de la Révolution française, Université de Paris I), Archives parlementaires de 1787 à 1860, vol. 93 : Du 21 messidor au 12 thermidor an II (9 juillet au 30 juillet 1794), Paris, Éditions du Centre national de la recherche scientifique (CNRS), 1982, 774 p. (ISBN 2-222-02562-1).